# Ghislaine Pierie
Pour les articles homonymes, voir Pierie.
Ghislaine Pierie, née le 13 septembre 1969 à Ede (province de Gueldre) et morte le 27 janvier 2023 à Amsterdam, est une actrice, réalisatrice et metteuse en scène néerlandaise.

## Filmographie

### Actrice

#### Cinéma et téléfilms
- 1995 : Coverstory (nl) : Cindy van Dorp
- 1995 : 20 plus : Ellen
- 1996 : 12 steden, 13 ongelukken (nl) : Brenda
- 1998 : Goede daden bij daglicht : Stella
- 1999-2002 : Westenwind (nl) : Ellen Meinen
- 2000 : Tattoo : Nina
- 2001-2006 : Rozengeur & Wodka Lime (nl) : Babette van Woensel
- 2002 : Baantjer : Yvonne Keizer
- 2004 : Costa! (nl) : Sabine
- 2004 : Zes minuten : Louise
- 2008 : Spoorloos verdwenen (nl) : Kristel Fernandes
- 2012 : Moordvrouw : Kim van Schaik
- 2012 : Mixed Up : Tosca
- 2015 : Noord Zuid (nl) : Veronique
- 2016 : Of ik gek ben (nl) : Madame Vingh
- 2017 : Vechtershart (nl) : l'avocate

### Réalisatrice
- 2007 : Nachtegaal & Zonen
- 2008 : SpangaS

## Théâtre

### Metteuse en scène
- 1993 : Het huis van Belinda (Réalisé par : Helmert Woudenberg)
- 1993 : De Presidentes (Réalisé par : Theu Boermans)